# Valores separados por comas
Los archivos CSV (del inglés comma-separated values) son un tipo de documento en formato abierto sencillo para representar datos en forma de tabla, en las que las columnas se separan por comas (o punto y coma en donde la coma es el separador decimal como en Chile, Perú, Argentina, España, Brasil, entre otros) y las filas por saltos de línea.
El formato CSV es muy sencillo y no indica un juego de caracteres concreto, ni cómo van situados los bytes, ni el formato para el salto de línea. Estos puntos deben indicarse muchas veces al abrir el archivo, por ejemplo, con una hoja de cálculo.
El formato CSV no está estandarizado. La idea básica de separar los campos con una coma es muy clara, pero se vuelve complicada cuando el valor del campo también contienen comillas dobles o saltos de línea. Las implementaciones de CSV pueden no manejar esos datos, o usar comillas de otra clase para envolver el campo. Pero esto no resuelve el problema: algunos campos también necesitan embeber estas comillas, así que las implementaciones de CSV pueden incluir caracteres o secuencias de escape.
Además, el término "CSV" también denota otros formatos de valores separados por delimitadores que usan delimitadores diferentes a la coma (como los valores separados por tabuladores). Un delimitador que no está presente en los valores de los campos (como un tabulador) mantiene el formato simple. Estos archivos separados por delimitadores alternativos reciben en algunas ocasiones la extensión aunque este uso sea incorrecto. Esto puede causar problemas en el intercambio de datos, por ello muchas aplicaciones que usan archivos CSV tienen opciones para cambiar el carácter delimitador.

## Ejemplo
| Año  | Marca | Modelo         | Descripción                       | Precio  |
| ---- | ----- | -------------- | --------------------------------- | ------- |
| 1997 | Ford  | E350           | ac, ABS, moon                     | 3000.00 |
| 1999 | Chevy | Venture        | Extended Edition                  | 4900.00 |
| 1999 | Chevy | Venture        | Extended Edition, Very Large      | 5000.00 |
| 1996 | Jeep  | Grand Cherokee | MUST SELL! air, moon roof, loaded | 4799.00 |

La tabla de arriba puede ser representada de la siguiente forma en CSV:
```
Año,Marca,Modelo,Descripción,Precio
1997,Ford,E350,"ac, ABS, moon",3000.00
1999,Chevy,Venture,Extended Edition,4900.00
1999,Chevy,Venture,"Extended Edition, Very Large",5000.00
1996,Jeep,Grand Cherokee,"MUST SELL! air, moon roof, loaded",4799.00
```